# Glabušovce
Glabušovce (maďarsky Galábocs), do roku 1927 slovensky Galáboč, do roku 1948 Glabošovce, jsou obec na Slovensku v okrese Veľký Krtíš. Obec leží v mírném údolí v Ipeľské kotlině, která je geomorfologický podcelek Jihoslovenské kotliny, u Glabušovského potoka v povodí řeky Ipeľ, nedaleko státní hranice s Maďarskem.

## Historie
Glabušovce jsou poprvé zmíněny v roce 1297. Ves byla zpustošena v roce 1554 Turky a v letech 1554 až 1594 byla v Osmanské říši. Teprve poté byla postupně znovu osídlena. V roce 1828 zde bylo 29 domů a 274 obyvatel, kteří byli zaměstnáni jako rolníci a vinaři. Do přelomu let 1918/1919 patřila obec do Novohradské župy v Uherském království a poté k Československu, dnes Slovensku. Kvůli prvnímu vídeňskému arbitrážnímu nálezu byla obec v letech 1938 až 1944 součástí Maďarska.
Při sčítání lidu v roce 2011 žilo v Glabušovcích 117 obyvatel, z toho 58 Slováků, 43 Maďarů a jeden Čech. 15 obyvatel neuvedlo žádné informace o své etnické příslušnosti.

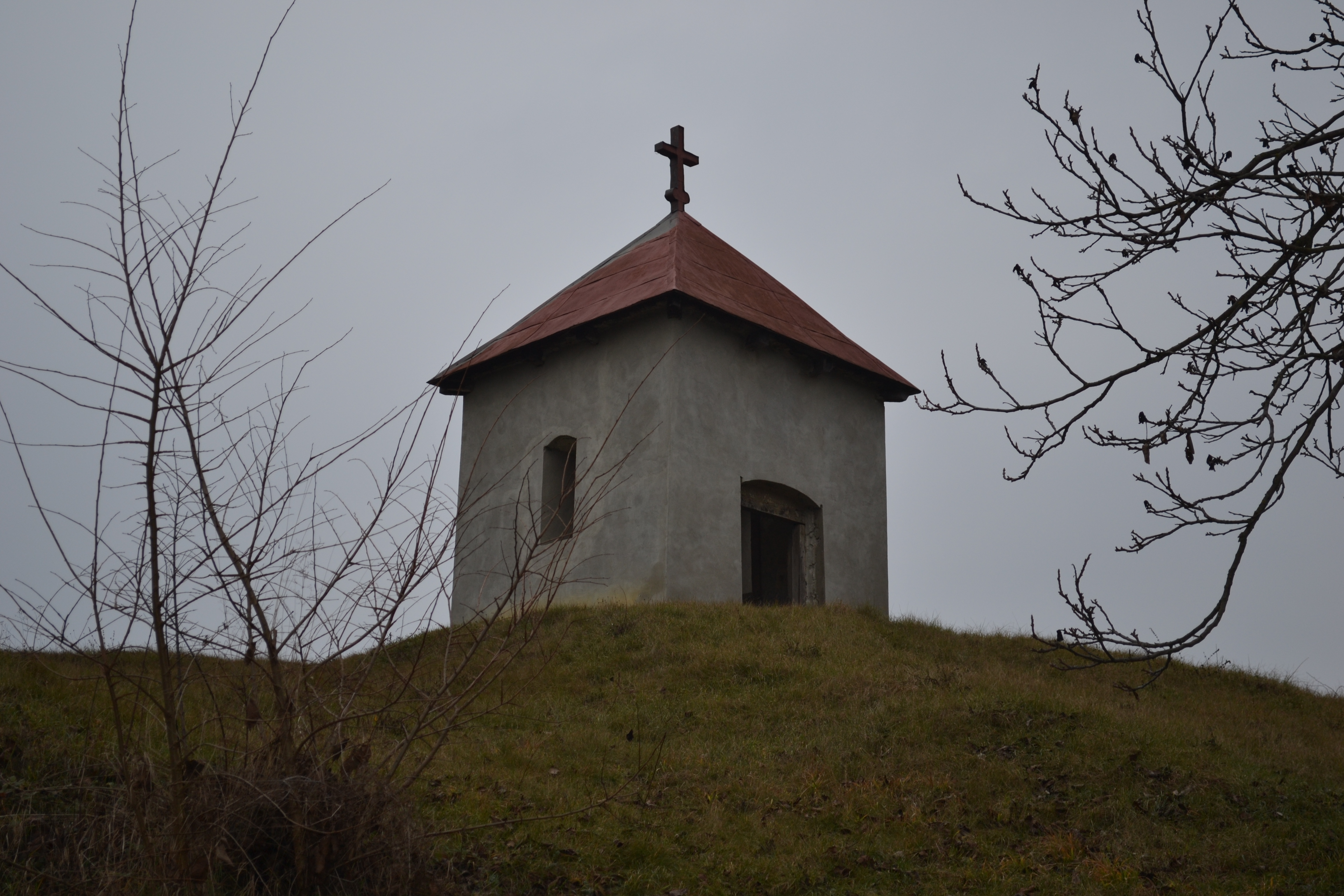
Zvonice

## Stavby
- Zvonice z poloviny 19. století

- Moderní římskokatolický kostel sv. archanděla Michaela
- Zřícenina klasicistického zámečku z roku 1830